# Abel Montagut
Jesús Abel Montagut i Masip (Llardecans, 1º gennaio 1953) è uno scrittore, traduttore ed esperantista andorrano, autore di libri in esperanto e catalano.

## Biografia
Ha vinto gli Internaciaj Floraj Ludoj nel 1983 con Amkantoj, traduzione in esperanto dei "Cants d'amor" di Ausiàs March. Con Don Quixot a Viladrall e con La dansa de la pluja si è aggiudicato rispettivamente il I Premio Letterario les Garrigues (1992) ed il premio Vent del Port (1994). Ha contribuito alla redazione di Diccionari de Sociolingüística di Francesc Ruiz, Rosa Sanz i Jordi Solé-Camardons (Barcellona, 2001).

## Opere

### In esperanto
- Poemo de Utnoa. Pro Esperanto.
- Karnavale (maskita rakonto).
- La enigmo de l'ar@neo.

#### Traduzioni
- Amikantoj. 60 poemoj / Cants d'amor. 60 poemoj di Ausiàs March.

### In catalano
- El manuscrit de Jules Verne.
- Carnestoltes (novel·la disfressada) i altres relats.